# Cholo
Cholo (prononcé en espagnol : [ˈtʃolo]) est un terme mal défini possédant différentes significations en rapport avec les personnes d'origine amérindienne, qui dans de nombreux cas ont du sang espagnol (mestizos), ou ont adopté des éléments du vêtement, de la langue ou de la culture espagnole. Il s'agissait à l'origine d'un terme ethnique péjoratif utilisé par les créoles espagnols au XVIe siècle.
Dans les textes sociologiques, il désigne une des castas (en) et il s'applique aux individus d'ascendance totalement ou partiellement indigène. Le terme est ainsi selon le contexte synonyme d'indigène ou de mestizo ou désigne un individu ayant un parent indigène et l'autre mestizo. L'utilisation précise du mot « cholo » a beaucoup varié selon les lieux et les époques. Dans l'Amérique actuelle, il s'applique le plus souvent à une sous-culture vestimentaire populaire.

## Usages historiques

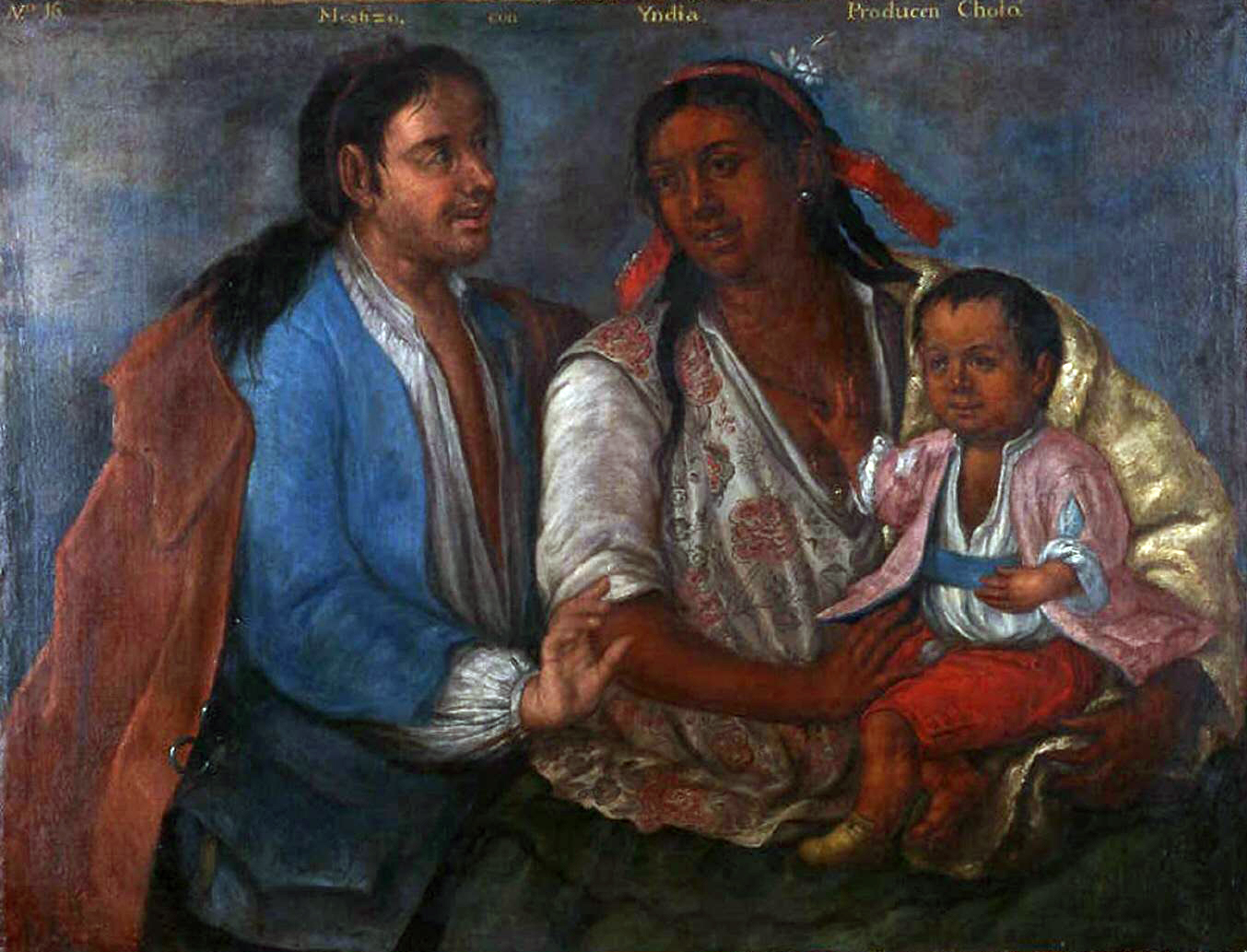
Peinture anonyme indienne, vers 1770. texte : Mestizo con Yndia Producen Cholo (Métis et indienne produisent cholo).

La première mention du terme se trouve dans un livre péruvien publié en 1606 et 1616, les Comentarios Reales de los Incas (Commentaires royaux des Incas) d'Inca Garcilaso de la Vega. Il y écrit que « l'enfant d'un nègre et d'une Indienne, ou d'un Indien et d'une négresse, est appelé mulâtre et mulâtresse. Les enfants de ceux-ci sont appelés cholo ; c'est un mot des Îles du Vent ; il signifie chien, nom pas de race pure, mais de la pire origine ; et les Espagnols l'utilisent pour l'insulte et l'invective ».
Dans la Nouvelle-Espagne coexistaient les termes cholo et coyote, indiquant une origine métisse et indienne. Selon le système colonial des castas (en) en usage en Amérique latine, cholo s'appliquait aux enfants issus de l'union de métis et d'amérindiens, c'est-à-dire qui possédaient trois quarts de sang indien et un quart de sang espagnol. D'autres termes (mestizo, castizo (en), etc.) indiquaient d'autres proportions, plus ou moins grandes, de sang espagnol.
Le passage de Cholo dans la langue anglaise date de 1851, lorsque Herman Melville l'a utilisé dans son roman Moby-Dick à propos d'un matelot hispanophone probablement originaire des Îles-du-Vent. Isela Alexsandra Garcia de l'Université de Californie à Berkeley écrit que l'origine du terme peut être recherchée jusqu'au Mexique, où dans la première moitié du XIXe siècle il renvoyait à des métis et descendants d'indiens « culturellement en marge ».
Au cours de la Guerre du Pacifique (1879-1884), les officiers chiliens traitaient avec mépris les Péruviens de « cholos ».
Un article du Los Angeles Express (en) du 2 avril 1907, titré « Cleaning Up the Filthy Cholo Courts Has Begun in Earnest », utilise indifféremment les termes cholos et Mexicans. Le term cholo courts est défini dans The Journal of San Diego History comme « parfois à peine plus que des bidonvilles instantanés, les baraques étant éparpillées presque au hasard autour des zones urbaines pour créer des résidences horizontales bon marché. »

## Usages modernes

### États-Unis
Dans certaines parties des États-Unis, cholos, cholas et cholitas sont des termes d'argot américain désignant des personnes d'origine latino-américaine (habituellement mexicaine), à faibles revenus, des « durs » qui peuvent porter des vêtements stéréotypés. L'origine de cet emploi est complexe :

« Le statut racial et culturel et la classe sociale sont reflétés dans le terme cholo lui-même, qui a été adopté en Californie dans les années 1960 par les jeunes suivant la tradition pachuco, à titre de nom pour cette identité (Cuellar 1982). En 1571, Frère Alonso de Molina, dans son vocabulaire nahuatl (Vocabulario en lengua castellana y mexicana), définit le mot xolo comme esclave, serviteur ou serveur. Le dictionnaire Librería Porrúa définit cholo, dans son usage aux Amériques, comme un indien civilisé ou un demi-sang ou métis d'un père européen et d'une mère indienne. Historiquement, le mot a été utilisé dans les zones frontalières comme terme péjoratif pour désigner les immigrants mexicains des classes inférieures, et dans le reste de l'Amérique latine pour désigner un indien acculturé ou un paysan. »

En dépit ou à cause de cette longue histoire de sens dénigrant, le terme Cholo a été adopté comme un symbole de fierté dans le contexte des mouvements ethniques des années 1960.

#### Stéréotypes vestimentaires
Dans les annes 1930 et 1940, les Cholos et Chicanos étaient connus comme « Pachucos » et associés avec les sous-cultures zoot suit et hep cat. La presse de l'époque a accusé les Cholos des États-Unis d'être membres de gangs et de petite délinquance, ce qui a conduit aux émeutes zazous de juin 1943 à Los Angeles. Jusqu'au début des années 1970, la coiffure cholo et chicano typique était une variante du style pompadour, haute sur la tête et tenue en place par de grandes quantités de gel.
Au XIXe siècle, un cholo est typiquement un homme portant un chino large ou un short avec des chaussettes montantes blanches, des jeans froissés, un débardeur blanc et des chemises à boutons, fréquemment en flanelle à carreaux, avec seulement le bouton du haut attaché. Les Cholos des années 1990 et 2000 avaient souvent les cheveux tondus très courts, même si certains continuaient à les porter de façon plus traditionnelle plaqués vers l'arrière, parfois tenus en place par un filet ou un bandana.

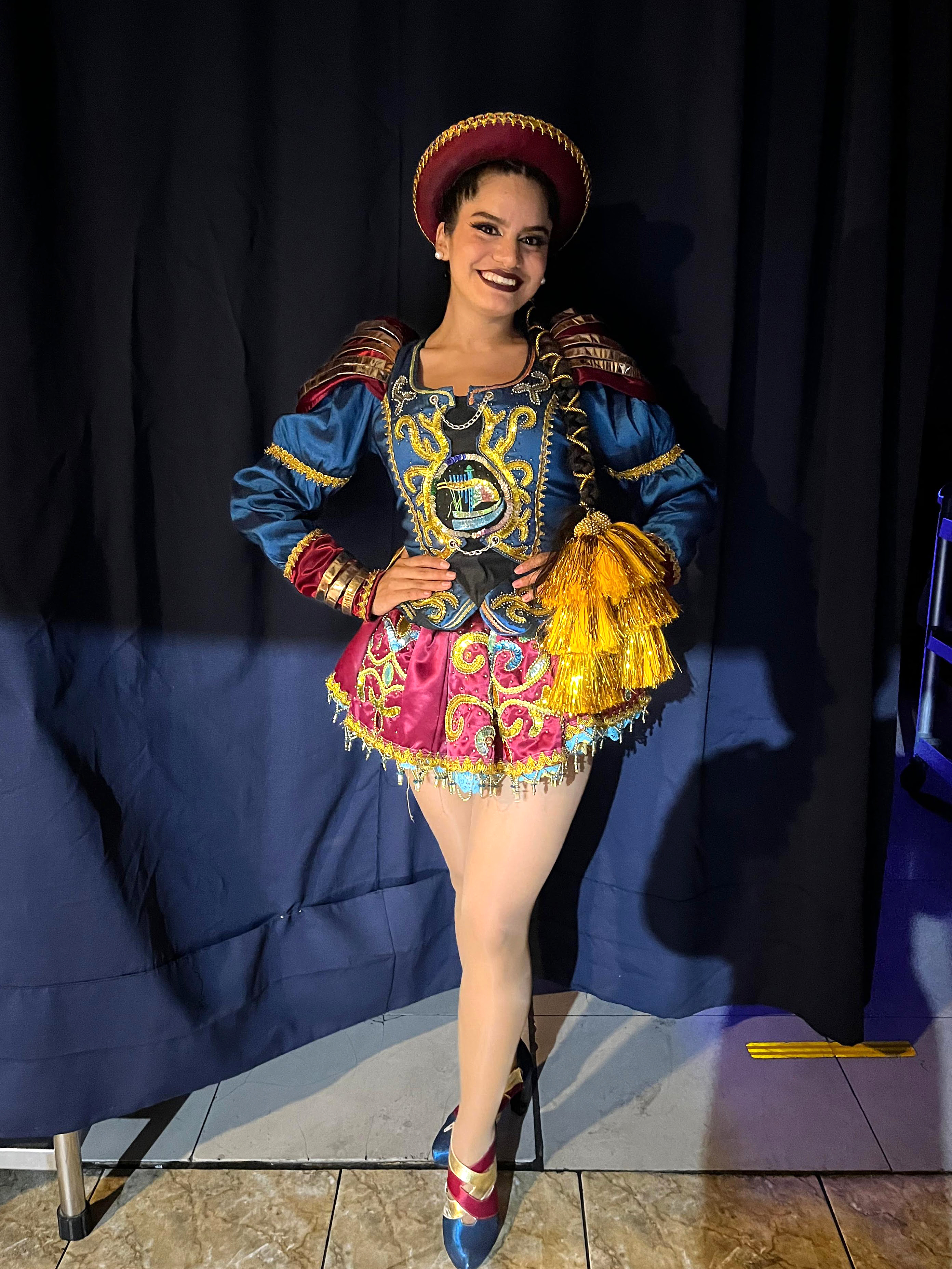
cholita de caporales (danse)

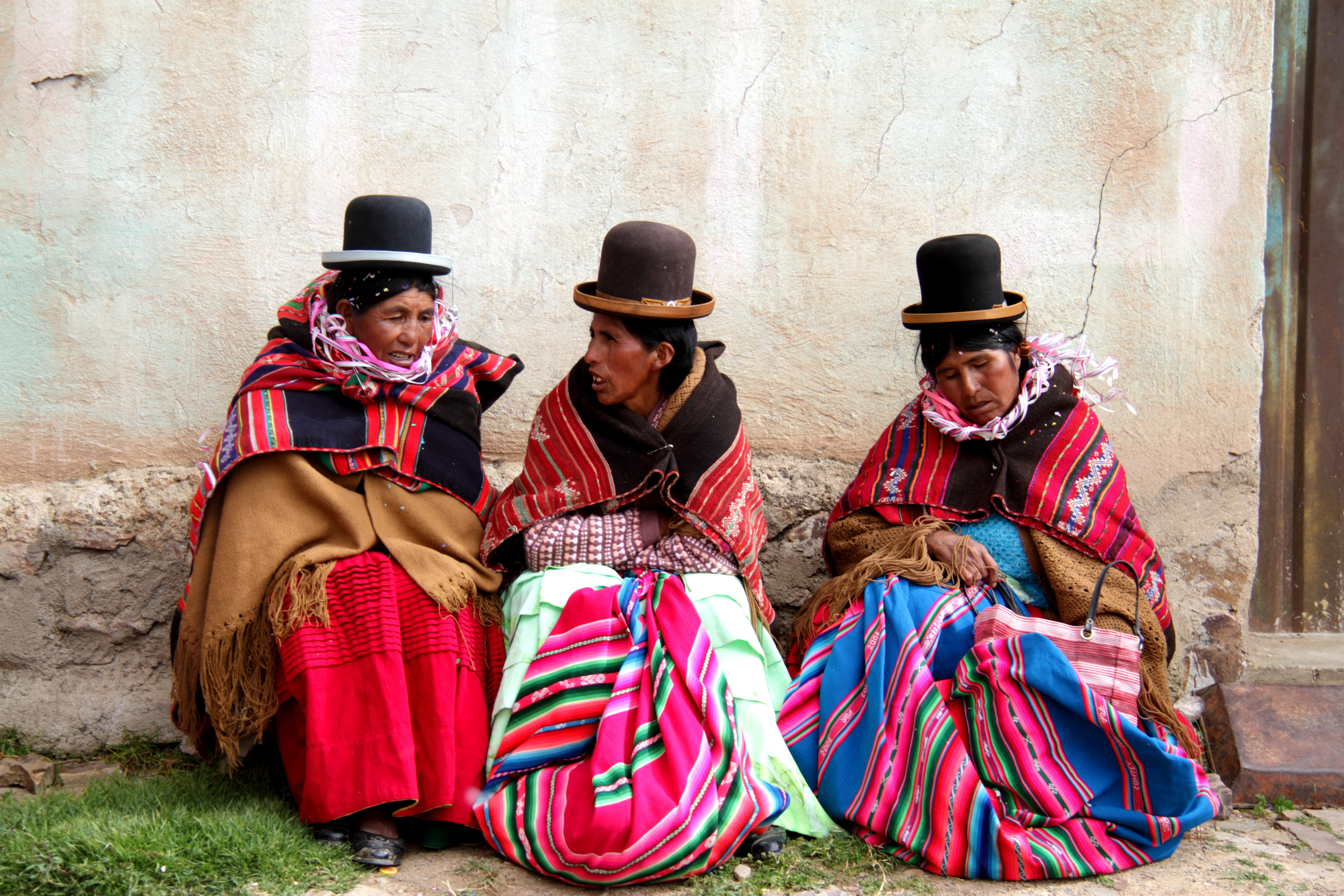
Cholitas en Bolivie

### Bolivie

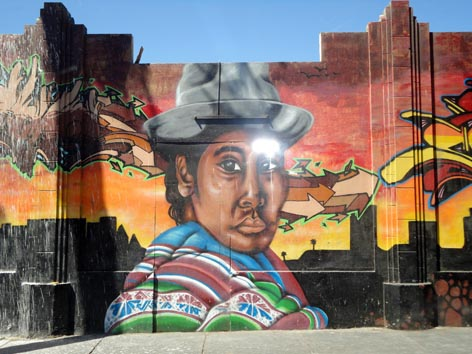
peintures murales

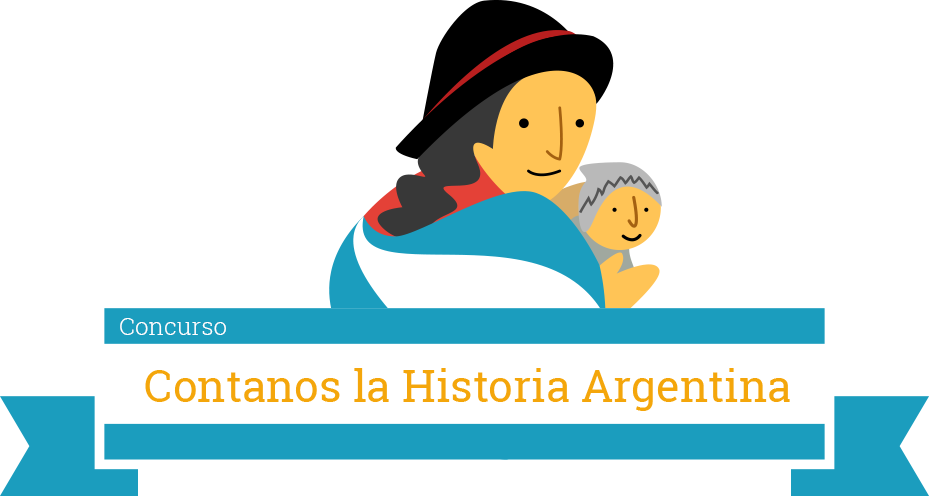
En Argentine

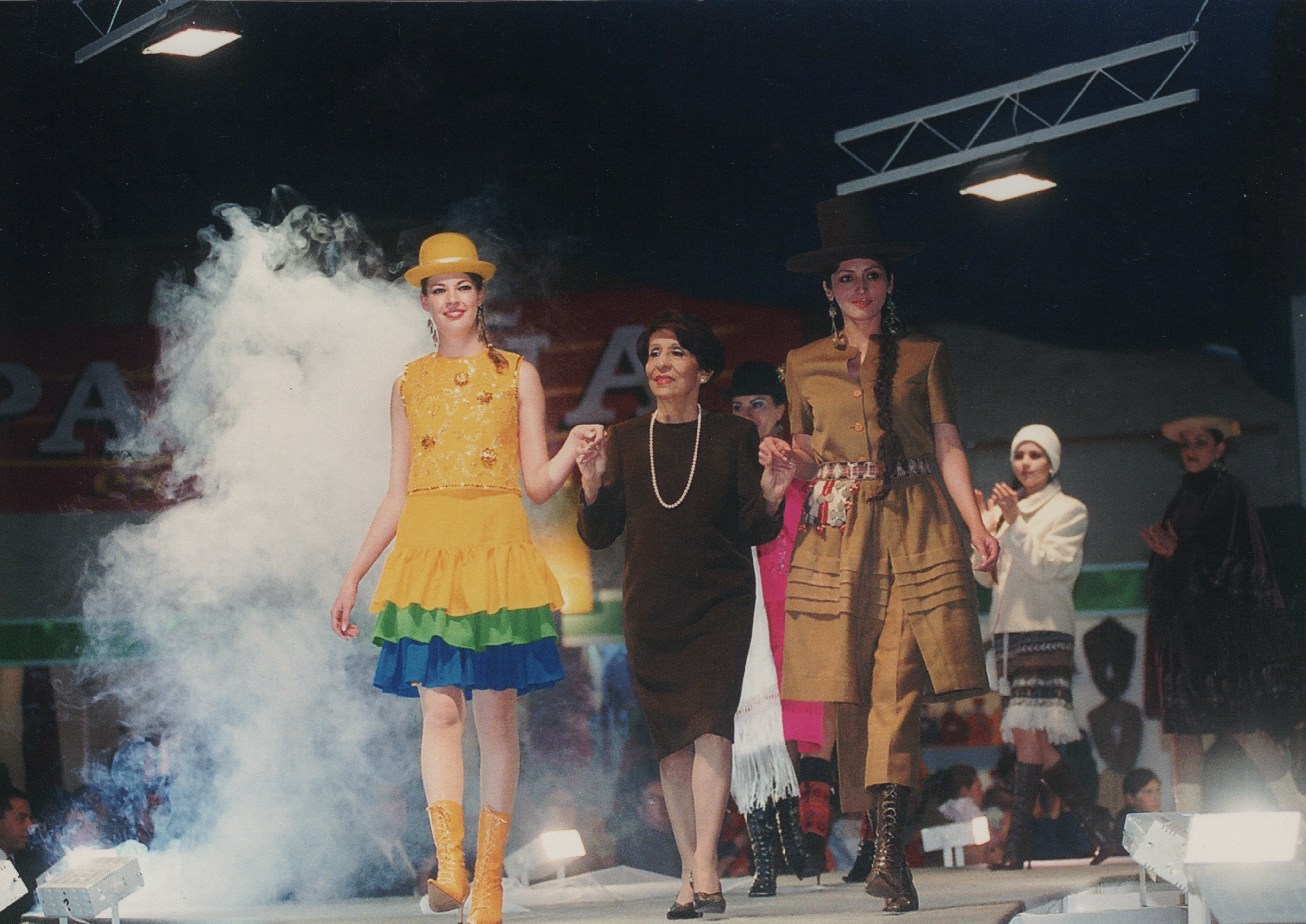
dans les défilés de mode

En Bolivie, « cholo » renvoie à des personnes possédant une certaine quantité de sang indien. À partir de l'élection d'Evo Morales à la présidence du pays en 2005, les femmes « chola », ou « cholitas », longtemps victimes de mépris, conquièrent de nouveaux droits et une reconnaissance sociale, par exemple dans le domaine de la mode.

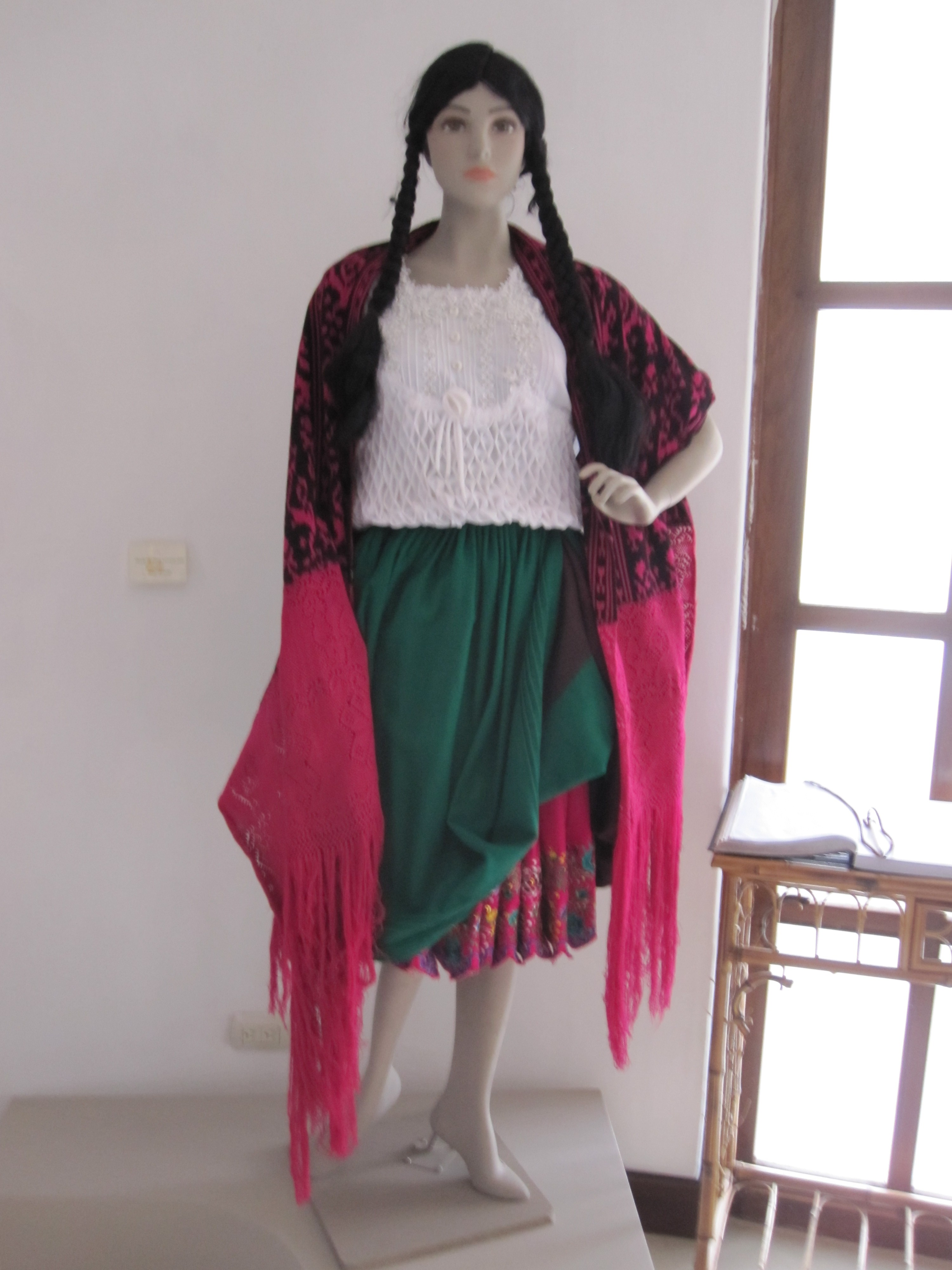
Vêtement typique d'une chola de Cuenca (Équateur).

### Perou et nord ouest de l'Argentine
Comme en Bolivie, la  cholita est la femme portant les vêtements aux couleurs et motifs traditionnels des hauts plateaux coiffée de son traditionnel chapeau. 
Elle est célébrée dans de nombreux chants et acquiert une reconnaissance dans le monde de la culture en particulier dans celui de la mode où certains créateurs reprennent ses codes, Mais aussi dans la danse ou les costumes suivre le même tracé que les autres musiques de carnaval de la région andine. 

### Mexique
Les gangs de cholos sont apparus aux États-Unis dans la deuxième moitié des années 1970. Ils étaient déjà bien établis au début des années 1980 le long de la frontière américaine, dans l'État de Zacatecas et celui de Chihuahua. Ils portaient des noms variés comme barrios, clickas et gangas et étaient typiquement considérés comme des Hispaniques américains (en) plutôt que comme mexicains, du fait de leurs vêtements et de leur apparence, qui n'avaient rien de traditionnel au Mexique. Beaucoup de ces groupes étaient formés de jeunes qui avaient passé du temps aux États-Unis et en revenaient avec une nouvelle identité forgée par la culture urbaine américaine. La plupart ont entre 13 et 25 ans et n'ont pas poursuivi leurs études au-delà du collège. Ces groupes imitent l'organisation des gangs américains, particulièrement californiens. Ils ont leur propre style vestimentaire et langagier. Ils sont connus pour leurs gestes codés, leurs tatouages et leurs graffitis. Ils contrôlent des territoires en ville et s'affrontent principalement à ce sujet.

### Salvador
L'adjectif « cholo » est utilisé au Salvador pour qualifier une personne qui paraît dynamique et cool.